# Curçay-sur-Dive
Curçay-sur-Dive är en kommun i departementet Vienne i regionen Nouvelle-Aquitaine i västra Frankrike. Kommunen ligger i kantonen Les Trois-Moutiers som tillhör arrondissementet Châtellerault. År 2022 hade Curçay-sur-Dive 230 invånare.

## Befolkningsutveckling
Antalet invånare i kommunen Curçay-sur-Dive
| Referens: INSEE |